# Jan Charouz
Jan Charouz (Praga, 17 luglio 1987) è un pilota automobilistico ceco.

## Carriera

### Gli esordi
Charouz inizia la sua carriera a 7 anni con i kart (Comer 80), nei quali corre per cinque anni; nel 2000 passa nella classe ICA-J diventando terzo nel campionato nazionale ceco, già al suo secondo anno di partecipazione. Nel 2002 prende parte al campionato ceco per vetture da turismo con una Ford Fiesta; col compagno di scuderia Erik Janiš, vincono la loro categoria risultando i più giovani vincitori nella storia del campionato.

### Il passaggio alle Formule
L'anno seguente passa al campionato tedesco di Formula BMW e nel 2004 corre col Keke Rosberg team. Nel 2005 dopo due stagioni nella Formula BMW Charouz passa alla F3000 italiana; pur essendo il pilota più giovane è capace di finire spesso a punti. Conquista l'undicesimo posto finale, pur non partecipando alle ultime gare, in quanto impegnato nel primo weekend dell'A1 Grand Prix, sul Circuito di Brands Hatch.

### F3000 Masters
Charouz conquista nel 2006 la F3000 International Masters, pur vincendo in due soli appuntamenti su 15; ottiene nella stagione il premio come miglior esordiente e il suo team, Charouz Racing System, vince la classifica riservata alle scuderie. Nella stagione corre ancora nell'A1 Grand Prix, partecipando all'ultima gara; ricomincia anche con le gare con vetture a ruote coperte partecipando alla 24 Ore di Spa e al Mégane Trophy.

### Le Mans Series
Charouz diviene pilota ufficiale e collaudatore per la Lola per la stagione 2007. Quale componente del Škoda Charouz Racing System-Lola/Judd team prende parte alla stagione 2007 della Le Mans Series e alla 24 Ore di Le Mans con una Lola B07/17-Judd. Partecipa anche alla 24 Hours Petit Le Mans negli Usa con una Zytek.
In campionato ottiene il secondo posto nella 1000 km di Valencia e il quarto nella 1000 km del Nürburgring, essendo con regolarità il più veloce pilota della categoria LMP1 con motore a benzina. Assieme a Alex Yoong e Stefan Mücke ottiene invece l'ottavo posto a Le Mans, al debutto nella gara francese.
Nel 2008 Charouz diviene pilota ufficiale dell'Aston Martin Racing. Partecipa ancora alla 24 Ore di Le Mans, questa volta assieme a Tomáš Enge e, nuovamente, Stefan Mücke, conquistando il nono posto. Viene confermato anche l'impegno nella Le Mans Series in cui ottiene due podi: secondo nella 1000 km di Barcellona e terzo nella 1000 km di Silverstone, terminando quinto in classifica generale. Nuovamente la Lola B08/60 Coupe - Aston Martin V12 risulta la più rapida fra quelle spinte a benzina.
Anche nel 2009 stesso programma: Le Mans Series e 24 Ore di Le Mans, questa volta con una Aston Martin LMP1. Charouz, assieme ancora a Enge e Mücke, finisce quarto a Le Mans. In campionato i tre vincono il titolo, riportando l'Aston Martin a un titolo che mancava dal 1959 con la DBR1, nell'allora Campionato del Mondo Sport Prototipi. I tre conquistano 5 podi in 5 gare, ottenendo anche due vittorie (Barcellona e Nürburgring).

### Formula 1
Nel 2010 il pilota ceco è designato pilota collaudatore della Renault; il 19 marzo ha la possibilità di effettuare un breve test con la vettura sul Circuito di Silverstone; durante la stagione corre anche nella World Series by Renault e nell'Auto GP. Nel 2011 rimane nel ruolo di collaudatore dalla Renault e fa inoltre il suo esordio assoluto in un fine settimana del Campionato mondiale di Formula 1 prendendo il posto di Vitantonio Liuzzi alla HRT nelle prove libere del Gran Premio del Brasile. Charouz è il primo ceco a tornare nel mondiale di Formula 1 dopo Tomáš Enge, che disputò gli ultimi Gran Premi della stagione 2001 con la Prost.

### Mondiale Endurance
Nel 2012 inizia a correre nel mondiale Endurance con il team ADR-Delta; nel 2013 corre con il team KodewaLotus, mentre nel 2014 con il team Sébastien Loeb Racing.